# Relações entre Líbia e Rússia
As relações entre a Líbia e a Rússia são as relações diplomáticas estabelecidas entre esses dois países, Líbia e Rússia. A Rússia tem uma embaixada em Tripoli, e a Líbia tem uma embaixada em Moscou. Os contatos diplomáticos entre Rússia e Líbia sempre foram estreitos e produtivos, visto que ambos os países tiveram relações voláteis com os Estados Unidos. O líder Muammar al-Gaddafi era um aliado próximo da União Soviética, apesar da adesão de seu país no Movimento Não Alinhado, e também a Rússia considerava a Líbia como seu mais forte aliado no mundo árabe.

## História

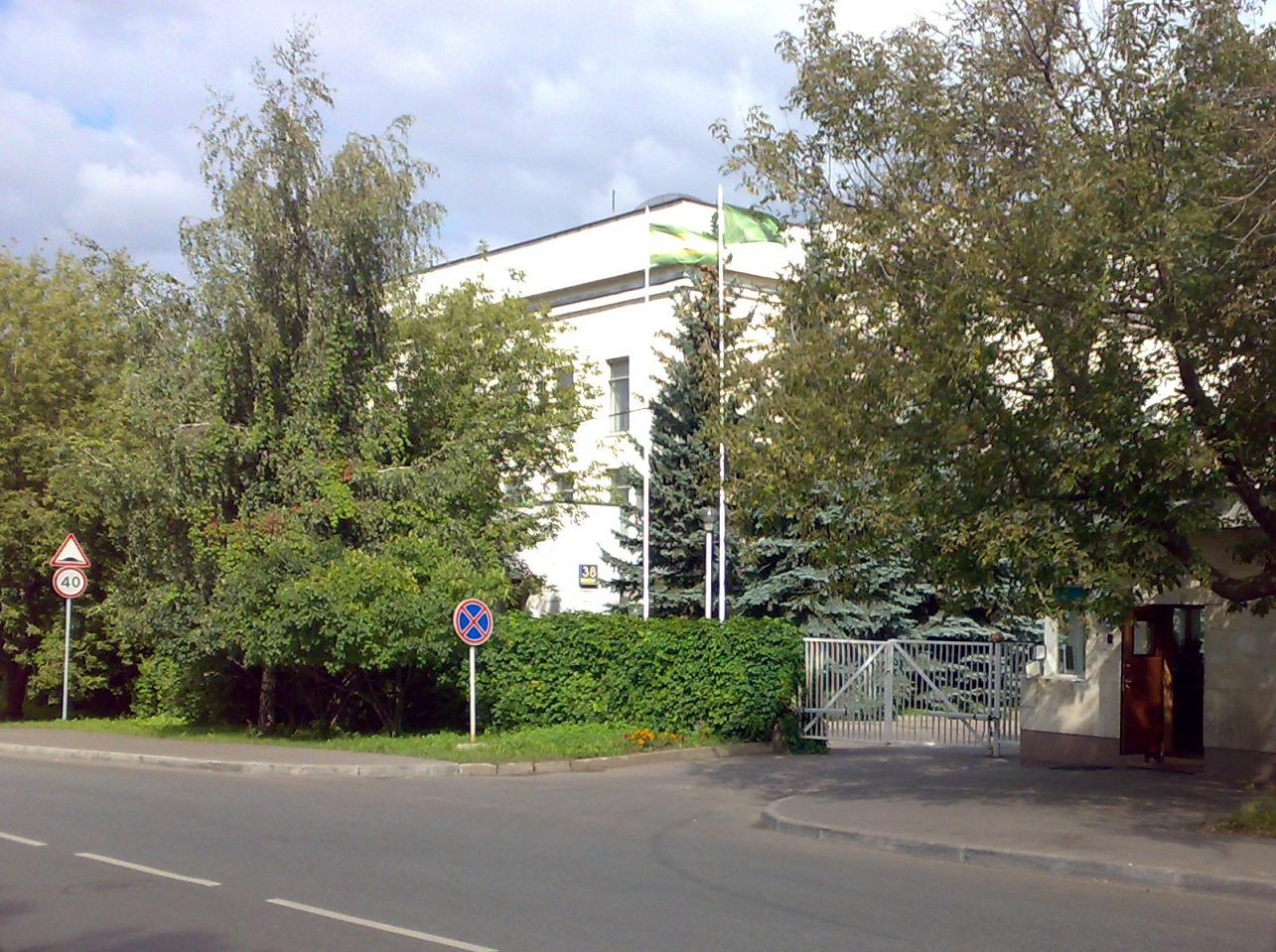
Embaixada da Líbia em Moscou

Muammar Gaddafi foi um aliado da União Soviética durante a Guerra Fria, manteve contatos diplomáticos após 1991.
Em abril de 2008, Vladimir Putin tornou-se o primeiro presidente russo a visitar a Líbia.
Embora a Rússia criticasse a intervenção militar da OTAN na Líbia, em 2011, o presidente Dmitry Medvedev considerou que o coronel Gaddafi perdeu toda a legitimidade e deveria deixar poder. A diplomacia russa, no entanto, por um tempo manteve uma presença diplomática em Trípoli com o governo de Gaddafi até setembro de 2011, quando reconheceu a autoridade do Conselho Nacional de Transição (CNT).
Em 6 de fevereiro de 2012, a embaixada russa em Trípoli foi atacada por manifestantes. As autoridades líbias prometeram investigar o incidente.
A Rússia aderiu as sanções de armas contra a Líbia, suspendendo todos os contratos para o fornecimento de equipamento militar com o país em 2011 durante a Guerra Civil Líbia. No entanto, este embargo seria suspenso em 7 de maio de 2012, enquanto que a Líbia pretende retomar os contratos com a Rússia, suspensos em 2011.
Em março de 2013, a empresa petrolífera russa Tatneft, afirmou ter retomado as operações na Líbia.